# Беаск Лапит
Беаск Лапит (фр. Béhasque-Lapiste) насеље је и општина у југозападној Француској у региону Аквитанија, у департману Атлантски Пиринеји која припада префектури Бајон.
По подацима из 2011. године у општини је живело 430 становника, а густина насељености је износила 76,24 становника/km². Општина се простире на површини од 6 km². Налази се на средњој надморској висини од 98 метара (максималној 255 m, а минималној 44 m).

## Демографија
| 1962. | 1968. | 1975. | 1982. | 1990. | 1999. | 2011. |
| ----- | ----- | ----- | ----- | ----- | ----- | ----- |
| 243   | 402   | 485   | 436   | 386   | 415   | 430   |

График промене броја становника у току последњих година